# Rio Douve
O rio Douve ou Ouve (nome antigo, por vezes Unva) é um rio com 78,6 km de comprimento localizado no departamento da Mancha, no norte da França. Nasce na comuna de Tollevast, perto de Cherbourg e desagua no canal da Mancha, no oceano Atlântico, após percorrer a península do Cotentin.
O rio Douve é navegável e tem um fundo relativamente plano e profundidade suficiente.

## Segunda Guerra Mundial
Durante a invasão dos Aliados e o ataque à Fortaleza Europa no Dia D, o rio dividia a fronteira entre o flanco esquerdo dos Aliados na Praia de Utah e o flanco direito na Praia de Omaha.